# برونو جيربر
برونو جيربر هو متزلج جماعي سويسري، ولد في 23 أغسطس 1964 في Rothenfluh ‏ في سويسرا.

## وصلات خارجية
- برونو جيربر على موقع أوليمبيديا (الإنجليزية)